# Vintilă Cossini
Vintilă Cossini (n. 21 noiembrie 1913, Constanța – d. 20 iunie 2000) a fost un fotbalist român, care a jucat pentru echipa națională de fotbal a României la Campionatul Mondial de Fotbal din 1938.

## Cariera de club
Și-a început cariera de fotbalist ca jumior la clubul Tricolor Constanța, unde a jucat și ca senior in sezonul 1932-33, apoi s-a transferat la Rapid a cunoscut cu adevărat performanta. La Rapid a debutat în Divizia A pe 6 noiembrie 1932 împotriva lui Șoimii Sibiu în campionatul 1932-33; și-a petrecut aproape întreaga carieră jucând ca mijlocaș până în momentul retragerii sale de pe terenul de joc la 31 august 1941 în meciul cu Venus București, cel de-al 163-lea meci disputat în prima divizie.

## Echipa națională
Cossini a jucat 25 de meciuri pentru echipa națională de fotbal a României. A debutat pe 17 iunie 1935 împotriva Iugoslaviei. A fost în lotul României pentru Cupa Mondială din Franța din 1938 și a fost folosit acolo în primul meci împotriva Cubei.

## Altele
După ce i s-a încheiat cariera, Cossini s-a retras din fotbal și a lucrat ca inginer electrician, devenind și antrenor al echipei companiei.
Din 1971 până în 1976 a fost președinte al Comisiei de Fotbal a Municipiului București.

## Palmares
- Cupa Balcanilor: 1936
- Cupa României: 1935, 1937, 1938, 1939, 1940, 1941
- Vicecampionul României: 1933, 1937, 1938, 1940, 1941
- Divizia A: 163 de meciuri, 7 goluri